# Teluk Mancur
Teluk Mancur is een bestuurslaag in het regentschap Sarolangun van de provincie Jambi, Indonesië. Teluk Mancur telt 352 inwoners (volkstelling 2010).